# Gremiatchinsk (Bouriatie)
Pour l’article homonyme, voir Gremiatchinsk.
Gremiatchinsk (en russe : Гремя́чинск) est un village du raïon Baïkalien de Bouriatie, en Russie. Il fait partie de l'établissement rural de Gremiatchinsk, et sa population s'élevait à 1 058 habitants au recensement de 2021.

## Géographie
Le village de Gremiatchinsk se situe en Bouriatie, une république situé en Transbaïkalie, région de Sibérie orientale à l'est du lac Baïkal, en Russie. Il fait partie du district fédéral extrême-oriental. Le village fait partie du raïon Baïkalien, un raïon de la république, avec Tourountaïevo comme centre administratif. Il fait partie de l'établissement rural de Gremiatchinsk, une municipalité dont il est le chef-lieu,.   
Le fuseau horaire du village est MSK+6 (heure de Iakoutsk). Le décalage horaire appliqué par rapport au temps universel coordonné est +09:00.  
Le village se situe sur la rive orientale du lac Baïkal, à l'embouchure de la rivière Kika. Le climat est continental et modéré par la présence du lac Baïkal.  

## Toponymie
Le village tire son nom du ruisseau Gremiatchi, qui coule à la périphérie du village. Le nom viendrait du mot local « gremit », signifiant cascade.

## Histoire
Le village a été fondé à la fin du XVIIIe siècle, en 1780, par des vieux-croyants (Semeiskie) venues des régions méridionales de Transbaïkalie, plus précisément des volosts de Tarbagataï et de Moukorchibir,. Pendant la Seconde Guerre mondiale, le village devint le principal fournisseur de poisson frais pour tout le pays, fournissant des centaines de milliers de centimes d'omoul.

## Démographie
Recensements (*) et estimations de la population,,:
| 2002 * | 2010* | 2021* | - |
| ------ | ----- | ----- | - |
| 757    | 846   | 1 058 | - |

## Économie
Le village vit essentiellement du tourisme balénaire grâce au lac Baïkal, avec sa grande plage. Centre touristique, des hôtels, gites et autres infrastructures touristiques se trouvent dans le village.

## Transports
Le village se trouve sur la route de Bargouzine (ex route R348), qui relie Oulan-Oudé et la route fédérale R258 à Bargouzine en longeant une partie de la côte orientale du Baïkal.

## Culture locale et patrimoine
Le village possède une chapelle, datée du début du XXe siècle, classée comme objet patrimonial culturel d'importance régionale depuis 1996.